# Канни
Канни або Канн (фр. Cannes, окс. Canas) — місто на березі Середземного моря на півдні Франції, департамент Приморські Альпи, за 36 км від Ніцци, за 55 км від Монако. Населення — 73 255 осіб (01.01.2021). Є одним з найпопулярніших курортів Лазурового узбережжя. Тут щорічно проводиться всесвітньо відомий Каннський кінофестиваль.
Розташований на відстані близько 690  км на південний схід від Парижа, 140 км на схід від Марселя, 27 км на південний захід від Ніцци.

## Клімат
Клімат субтропічний, середземноморського типу. Літо дуже тепле, сухе (середня температура липня +22,6 °C), зима дуже м'яка, сонячна (середня температура січня +9,3 °C). Дощі дуже незначні, клімат м'який та сухий, літню спеку зменшує свіжість Середземного моря.

## Історія
На даній території відомі перші поселення лігурів (2 століття до н. е.).
За однією з версій, місто заснували римляни на честь перемоги над фосійцями (прародичами марсельців). Тодішнє село називалось Егітною. За іншою легендою, марсельці побудували форт на пагорбі Каструм Марселліум, але місцеві жителі перейменували його в Каструм Каноіс. Назва Канни вперше зустрічається в офіційних хроніках в 1619 році.
З Середньовіччя до початку XIX століття Канни були невеликим рибацьким містечком. Дата заснування міста точно не відома, тому що до 1834 року воно було маловідоме.
В 1834 рік в Каннах зупинився колишній британський канцлер лорд Брегхем, що направлявся в Італію, та був вимушений перервати свою подорож через епідемію холери.
Лорд Брегхем був досить зачарований красою тодішнього рибацького містечка — його небом, м'яким кліматом, що вирішив тут побудувати свою віллу. Вслід за ним, так зробили багато англійських аристократів, що наслідували його прикладу.

Казино в Каннах

В 1864 році був побудований Гранд Готель, найпрестижніший палац тієї епохи зі 150 кімнатами та фасадом завдовжки 70 метрів, що виходить на море. В 1910 році в Каннах був побудований готель Карлтон, найвідоміший готель у світі, у розкішних апартаментах якого відпочивала знані та найбагатші ділові люди Європи. Казино Палм Біч в Каннах також відоме у всьому світі. Відкриття казино було дозволено у Франції тільки в кінці XIX століття.
1 вересня 1939 року в Каннах відкрився перший міжнародний кінофестиваль, наступного дня його скасовано через початок Другої світової війни. Тільки 1946 року Канни відродили проведення кінофестивалю.

## Визначні події
Місто особливо відоме завдяки Каннському кінофестивалю, що тут щорічно проходить та Міжнародний фестиваль реклами «Каннські леви».
Також в Каннах проходить головна Європейський ярмарок технологій мобільного зв'язку 3GSM World Congress.

## Сучасне місто

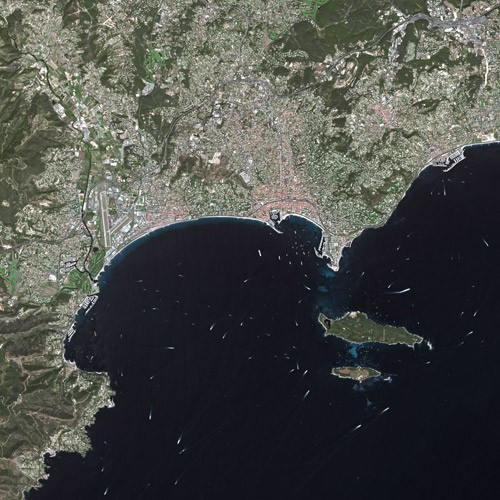
Фото міста з космосу

Місто простягається на 9  км від кварталу Бокка до скель Фуркад.
Центр Канн — вулиця Антіб, алея Свободи та набережна Круазет, протяжністю 3  км від Старого порту, палацу конгресів до мису Палм-Біч.
На Круазет розташовуються престижні готелі, такі як Карлтон, Мартінес, Мажестік, бутики з відомими іменами світу моди.
В центрі старого міста видно Башту Сюке, її висота 22  м, а за нею розташована церква Богоматері Надії (Notre-Dame de l'Esperance).

## Собори та церкви

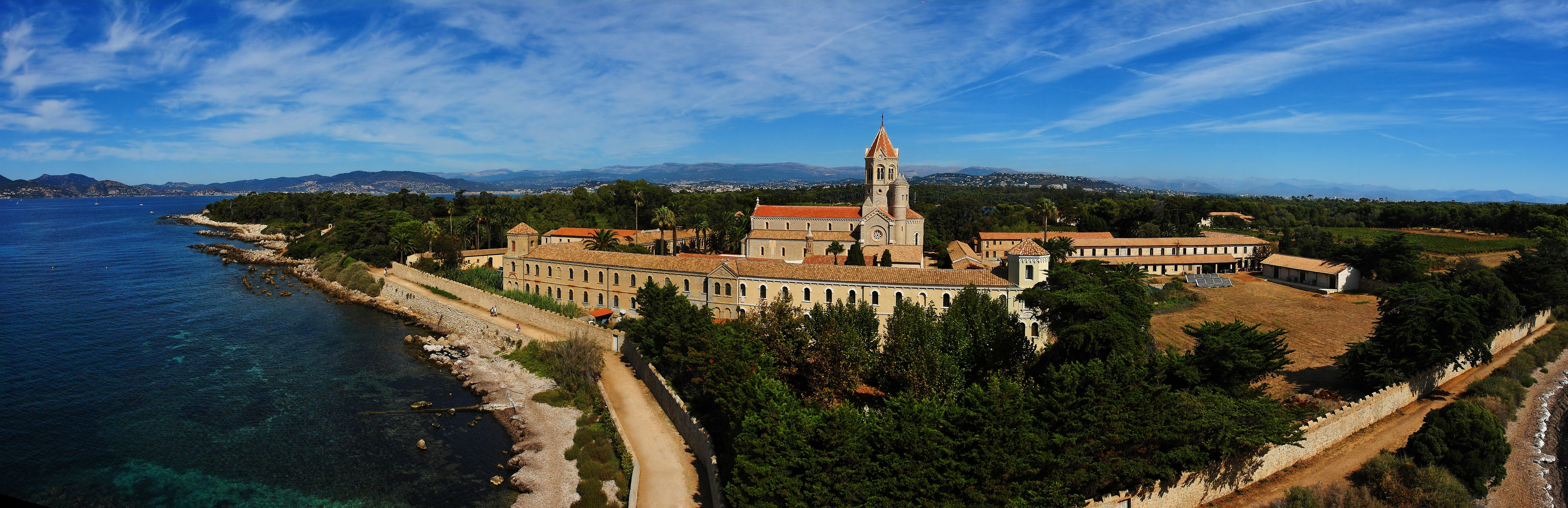

- Нотр-Дам-д'Есперанс
- церква Архангела Михаїла

та ін.

## Каннський вокзал

Каннський залізничний вокзал

Каннський вокзал (Gare de Cannes або Cannes-Ville) — головна станція міста Канни. Станція відкрилась 10 квітня 1863 року, коли по залізничній дорозі Марсель — Канн-сюр-Мер були запущені пасажирські потяги. 1970 року відкрився залізничний зв'язок з Грасом. Зі збільшенням довжини потягів стара станція стала дуже мала для міста, що швидко розростається. Будівництво нового вокзалу завершилось 1975 року.

## Демографія
| 1936   | 1954   | 1962   | 1968   | 1975   | 1982   | 1990   | 1999   | 2004   | 2007   |
| ------ | ------ | ------ | ------ | ------ | ------ | ------ | ------ | ------ | ------ |
| 49 057 | 50 218 | 58 109 | 67 187 | 70 527 | 72 259 | 68 676 | 67 304 | 67 406 | 70 400 |
|        |        |        |        |        |        |        |        |        |        |

Динаміка населення (Ehess і INSEE ):
Розподіл населення за віком та статтю (2006):
| Стать | Всього | До 15 років | 15-24 | 25-44 | 45-64 | 65-85  | Понад 85 |
| --- | ------ | ----------- | ----- | ----- | ----- | ------ | -------- |
| Чоловіки | 31 766 | 5285        | 3404  | 7679  | 7728  | 6671   | 999      |
| Жінки | 38 838 | 4666        | 3498  | 8403  | 9385  | 10 631 | 2255     |
| \| Статево-вікова піраміда \| Статево-вікова піраміда \| Статево-вікова піраміда \| \| ----------------------- \| ----------------------- \| ----------------------- \| \| Чоловіки \| Вік \| Жінки \| \| 999 \| 85 + \| 2255 \| \| 1360 \| 80-84 \| 2634 \| \| 1753 \| 75-79 \| 2747 \| \| 1827 \| 70-74 \| 2891 \| \| 1731 \| 65-69 \| 2359 \| \| 1906 \| 60-64 \| 2459 \| \| 1998 \| 55-59 \| 2415 \| \| 1868 \| 50-54 \| 2248 \| \| 1956 \| 45-49 \| 2263 \| \| 2174 \| 40-44 \| 2285 \| \| 1974 \| 35-39 \| 2264 \| \| 1963 \| 30-34 \| 2200 \| \| 1568 \| 25-29 \| 1654 \| \| 1556 \| 20-24 \| 1626 \| \| 1848 \| 15-20 \| 1872 \| \| 1846 \| 10-14 \| 1695 \| \| 1698 \| 5-9 \| 1513 \| \| 1741 \| 0-4 \| 1458 \| |        |             |       |       |       |        |          |
| Статево-вікова піраміда |        |             |       |       |       |        |          |
| Чоловіки | Вік    | Жінки       |       |       |       |        |          |
| 999 | 85 +   | 2255        |       |       |       |        |          |
| 1360 | 80-84  | 2634        |       |       |       |        |          |
| 1753 | 75-79  | 2747        |       |       |       |        |          |
| 1827 | 70-74  | 2891        |       |       |       |        |          |
| 1731 | 65-69  | 2359        |       |       |       |        |          |
| 1906 | 60-64  | 2459        |       |       |       |        |          |
| 1998 | 55-59  | 2415        |       |       |       |        |          |
| 1868 | 50-54  | 2248        |       |       |       |        |          |
| 1956 | 45-49  | 2263        |       |       |       |        |          |
| 2174 | 40-44  | 2285        |       |       |       |        |          |
| 1974 | 35-39  | 2264        |       |       |       |        |          |
| 1963 | 30-34  | 2200        |       |       |       |        |          |
| 1568 | 25-29  | 1654        |       |       |       |        |          |
| 1556 | 20-24  | 1626        |       |       |       |        |          |
| 1848 | 15-20  | 1872        |       |       |       |        |          |
| 1846 | 10-14  | 1695        |       |       |       |        |          |
| 1698 | 5-9    | 1513        |       |       |       |        |          |
| 1741 | 0-4    | 1458        |       |       |       |        |          |

## Економіка
2010 року серед 42 267 осіб працездатного віку (15—64 років) 30 309 були активними, 11 958 — неактивними (показник активності 71,7%, у 1999 році було 67,7%). З 30 309 активних мешканців працювала 25 691 особа (13 197 чоловіків та 12 494 жінки), безробітними було 4618 (2193 чоловіки та 2425 жінок). Серед 11 958 неактивних 3636 осіб було учнями чи студентами, 3512 — пенсіонерами, 4810 були неактивними з інших причин.

У 2010 році в муніципалітеті було зазначене 39381 оподатковане домогосподарство, у яких проживали 77308,0 особи, медіана доходів виносила 17 723 євро на одного особоспоживача

## Персоналії
- Жерар Філіп (1922—1959) — французький актор театру і кіно.

## Галерея

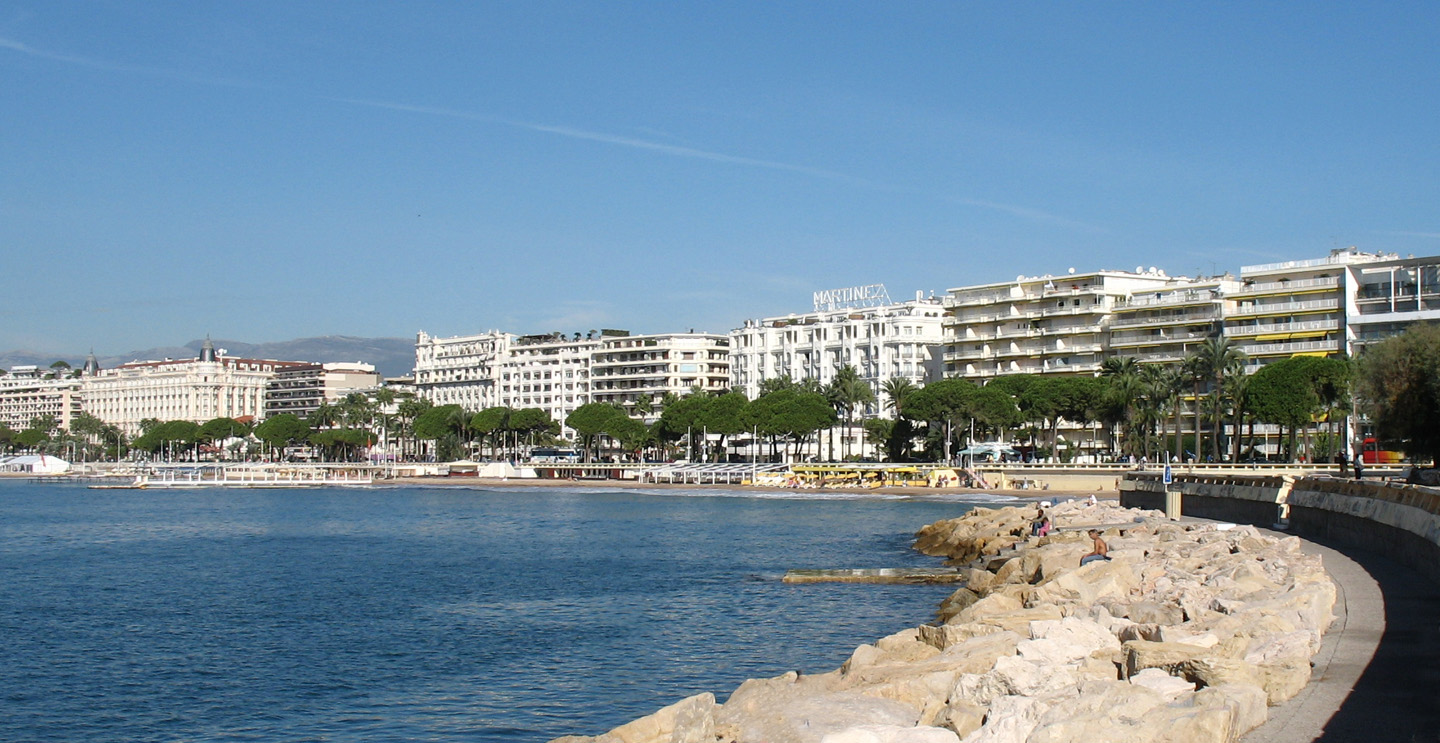
Набережна Круазет
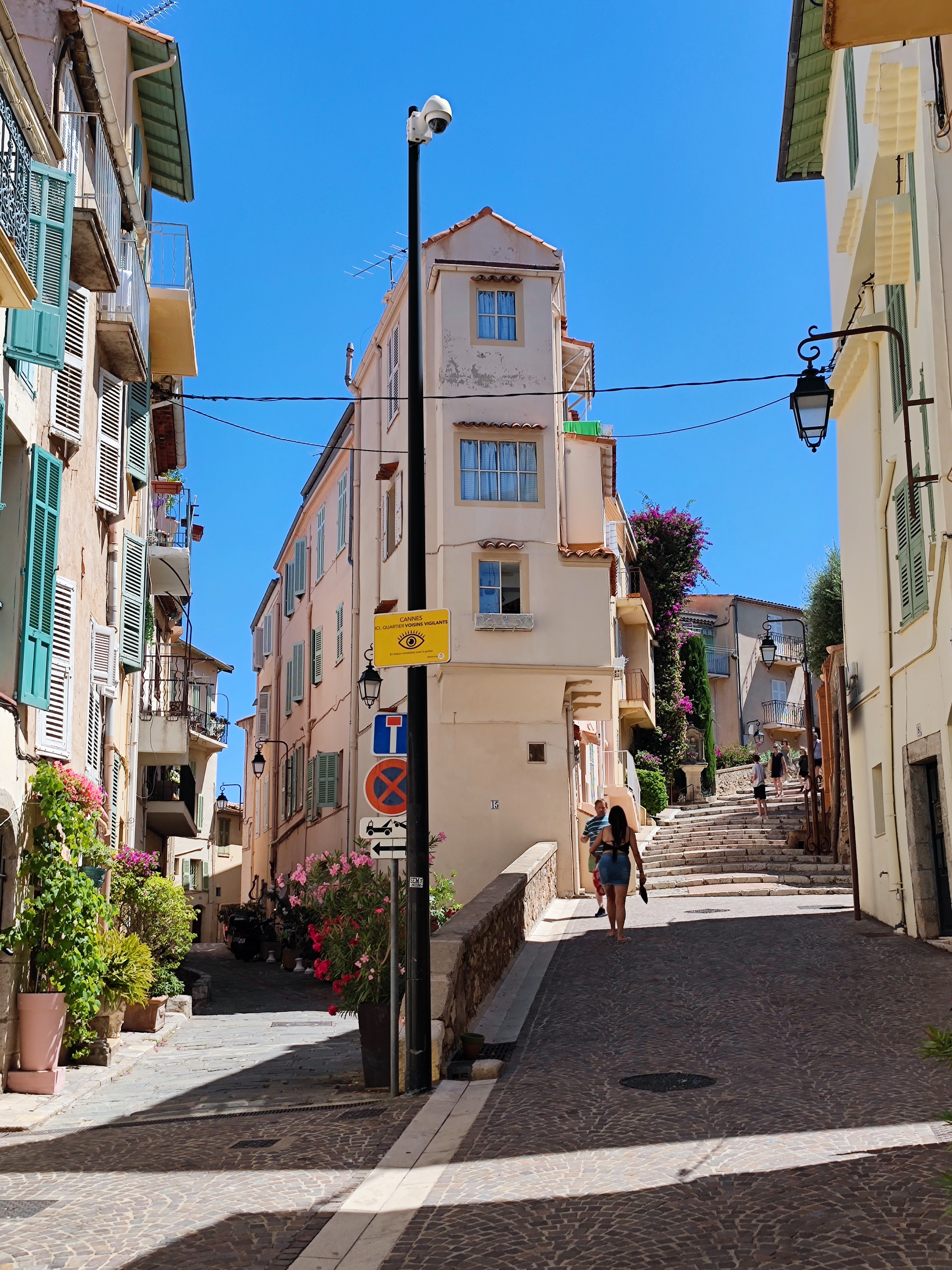
Старі вулички в Каннах
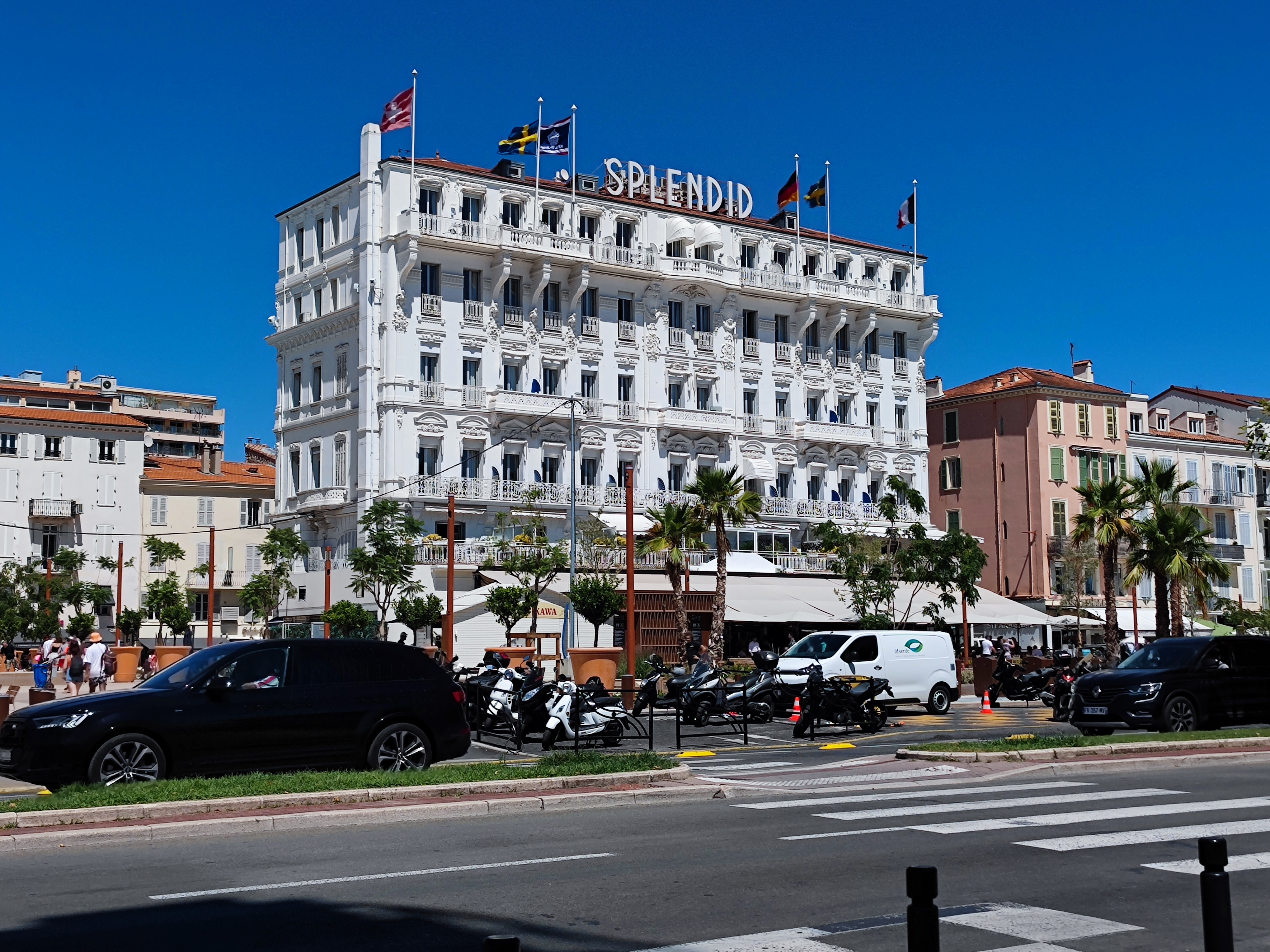
Готель Splendid
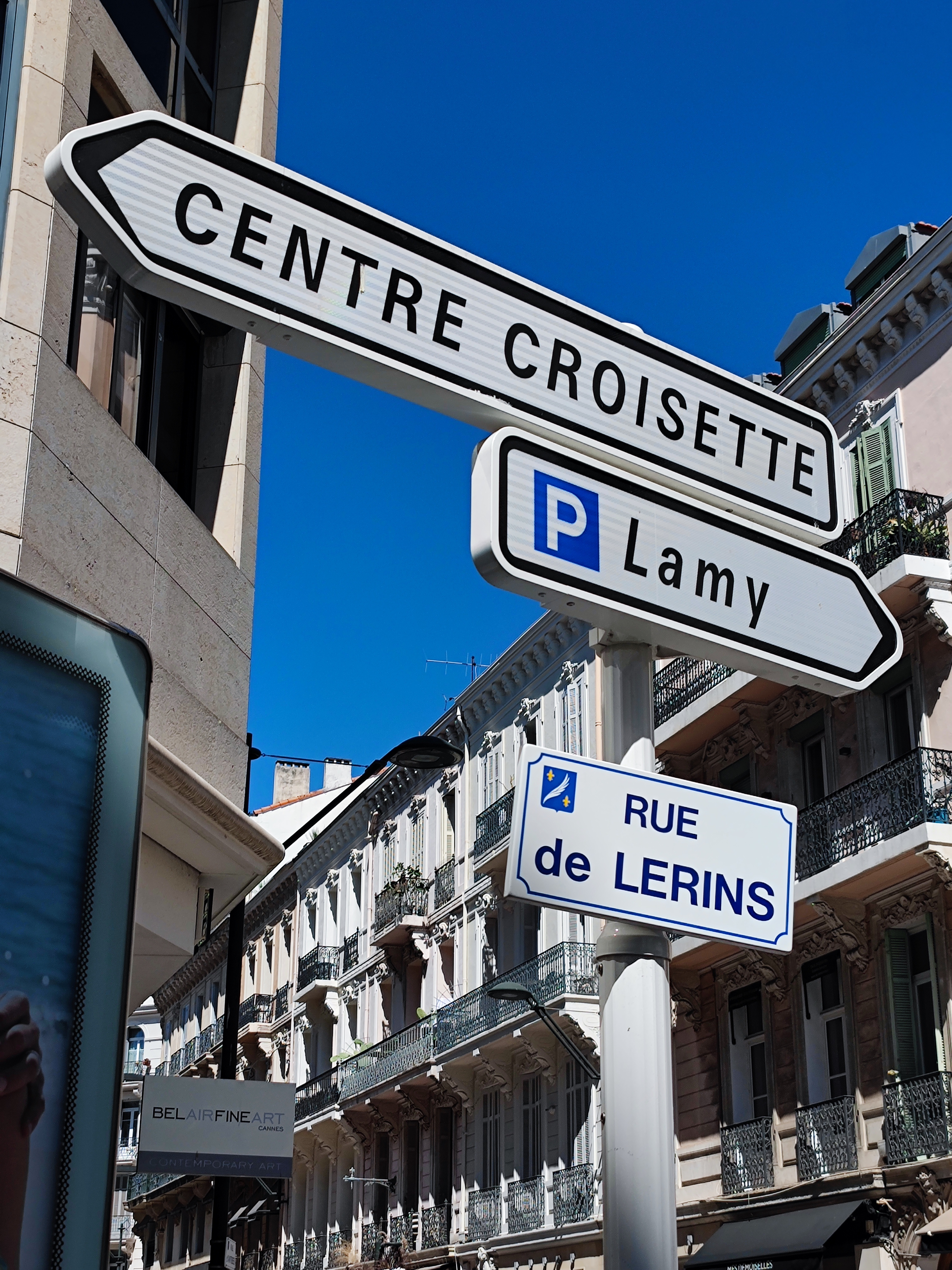
Центр Канн
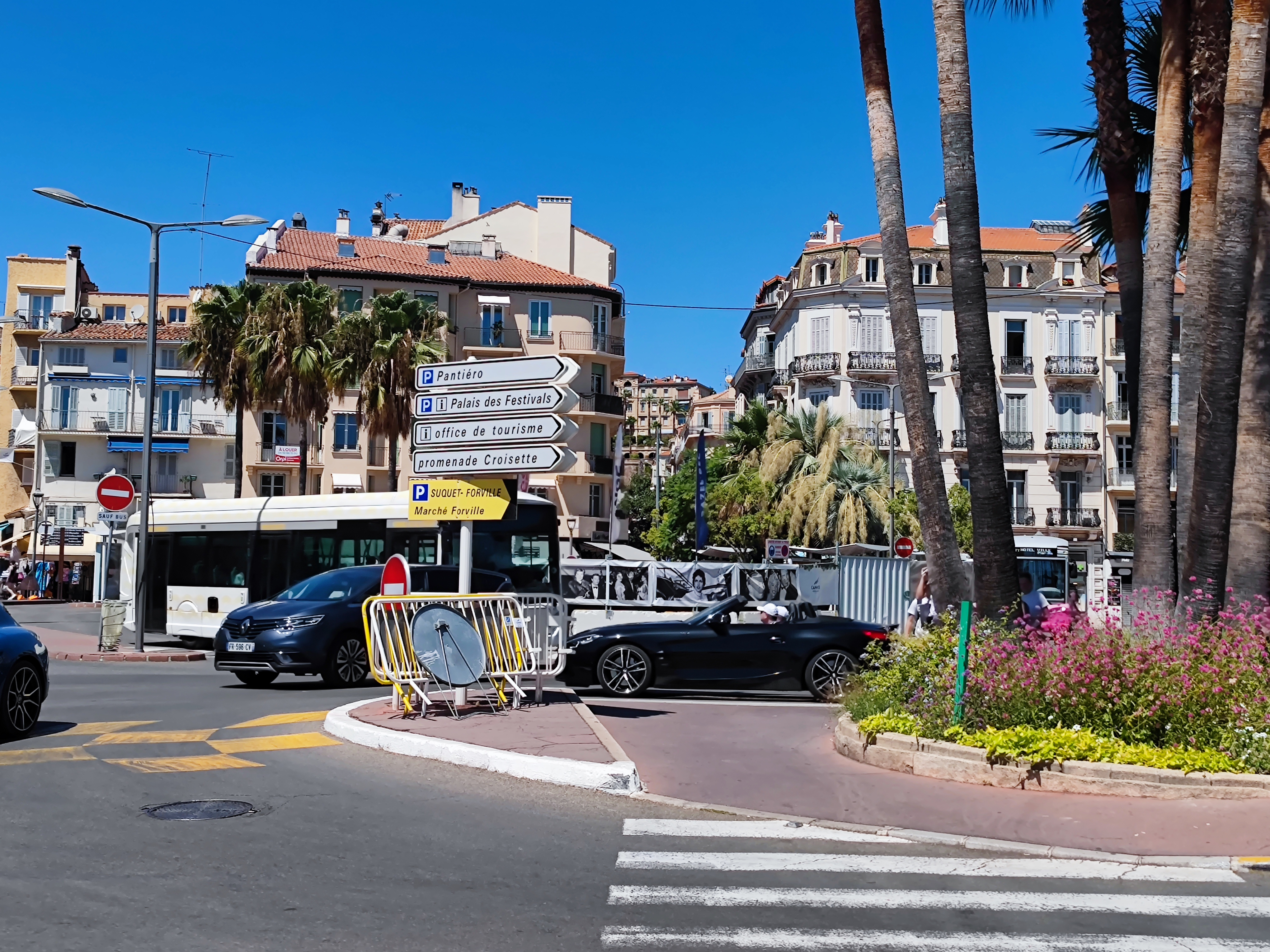
Набережна Круазет